# Francisco Azorín Poch
Francisco Azorín Poch (Málaga, 2 de julio de 1914-Madrid, 9 de abril de 1989) fue un matemático y esperantista español. Llegó a desempeñar diversos puestos académicos.

## Biografía
Nació en Málaga el 2 de julio de 1914. Hijo del arquitecto Francisco Azorín Izquierdo, fue doctor en Ciencias Matemáticas y diplomado en Estadística por la Universidad de Madrid. Se exilió con su familia tras la guerra civil española. Fue profesor de muestreo en la Universidad Central de Venezuela y asesor del Banco Central de Venezuela. En 1955 fue nombrado asesor de la UNESCO y en 1962 director de estadística y proyecciones de la Comisión Económica para América Latina y el Caribe (CEPAL). En 1965 fue nombrado miembro del Instituto Internacional de Estadística y en 1980 miembro de la Comisión de Terminología de la International Association of Survey Statisticians.
En 1961 obtuvo la cátedra de estadística matemática y cálculo de probabilidades en la Universidad de Santiago de Compostela y regresó a España. En 1974 obtuvo la misma cátedra en la Universidad Autónoma de Madrid, dirigiendo el Departamento de Estadística Matemática.
De 1977 a 1982 fue presidente del Instituto Nacional de Estadística de España, período en el que se iniciaron los Cursos Intensivos de muestreo con aplicaciones a encuestas en Hogares. En 1980 fue elegido académico de la Real Academia de Ciencias Exactas, Físicas y Naturales, y tomó posesión al año siguiente con el discurso Conjuntos borrosos, estadística y probabilidad. Fue nombrado doctor honoris causa por la Universidad de Málaga en 1985. Miembro del Institute of Mathematical Statistics, de la Asociación Estadounidense de Estadística, de la Econometric Society, de la Sociedad de Estadística e Investigación Operativa y de la Gesellschaft für Klassifikation.

## Obras
- Sobre un proyecto de índice general (1949)
- Símbolos utilizados en Estadística matemática (1950)
- Sampling for Housing Statistics (1952)
- Algunas aclaraciones en el caso más simple de análisis de la varianza (1953)
- Sobrevisión por muestreo en universidades españolas (1954-55)
- Sobre un caso de convolución de variables discretas (1957)
- La investigación de operaciones y sus métodos (1958)
- Algunos problemas estadísticos en la construcción de escalas de consumo (1959)
- The Teaching of Statistics in Spain (1960)
- Sobre el muestreo en bola de nieve (1962)
- Sobre la estimación de proporciones (1963)
- La teoría de las colas y sus aplicaciones (1964)
- Descomposición de un problema de optimización y algunas posibles aplicaciones (1965)
- La simulación y el muestreo (1968)
- Nota sobre aplicación de algunos criterios de valor óptimo (1979)
- Notas sobre módelos estadísticos (1971)
- Trade-offs en Taxonomy (1975)
- Data Banks-Problems of Classification and Computarización (1974)
- On Statistical Models as en Subject of Classification and Resource Allocation (1975)
- Entropía y clasificación de estructuras cristalinas (1976)
- Sur el entropie taxonomique de las clasificaciones (1977)
- Muestreo borroso de poblaciones borrosas (1978)
- Contribución a la Balancing of Varius Desiderata Attributes (1980)
- Glosario de Conjuntos Borrosos en relación con la Estadística (1980)